# جيمس هدسون (مستكشف)
جيمس هدسون (بالإنجليزية: James Hudson)‏ هو مستكشف نيوزيلندي، ولد في 13 أكتوبر 1854، وتوفي في 8 يوليو 1912.